# Obsidian

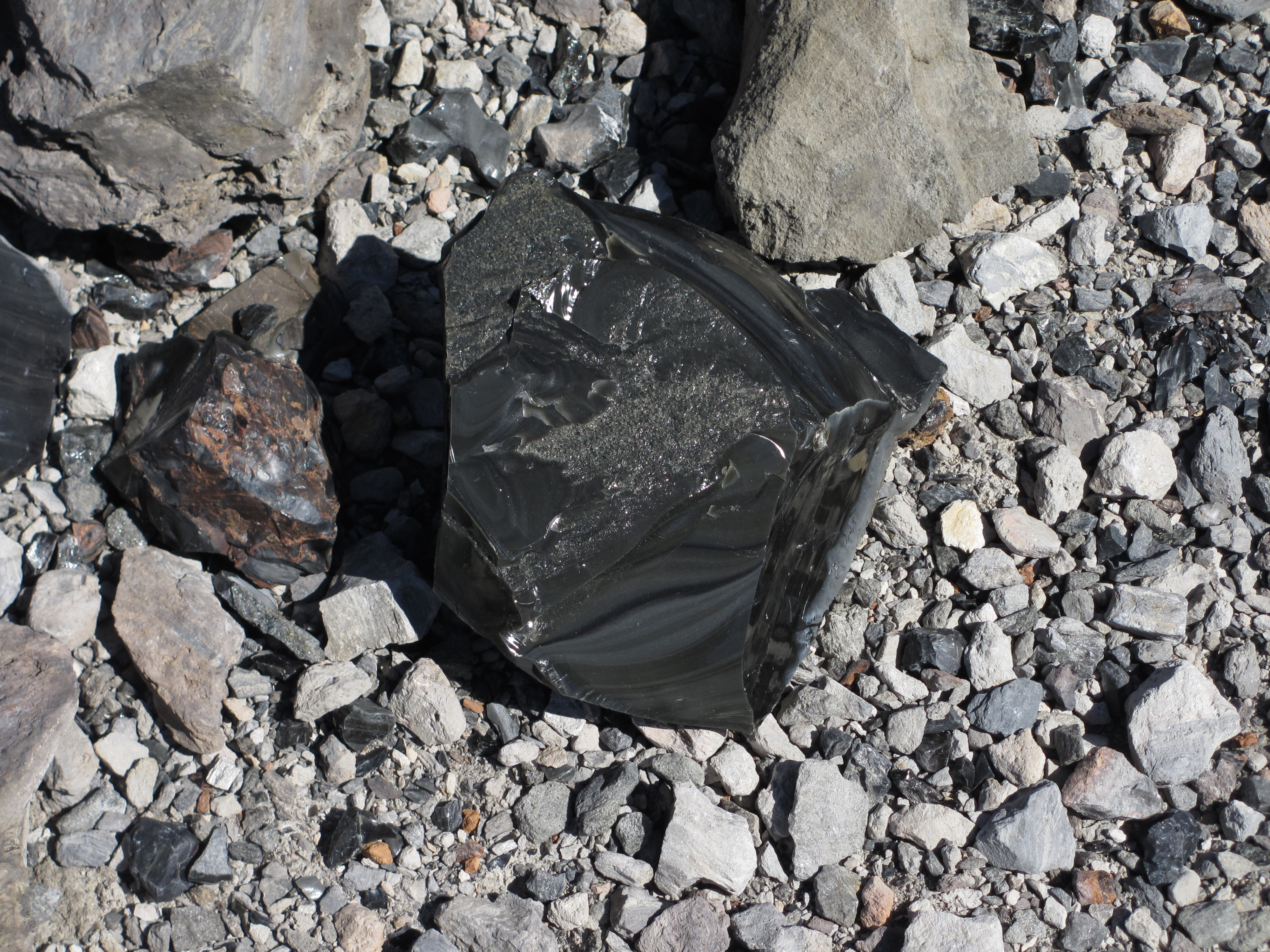
Obsidian (glänzend schwarz) mit rhyolithischer bis dazitischer Zusammensetzung vom Big Glass Mountain, Kalifornien, USA

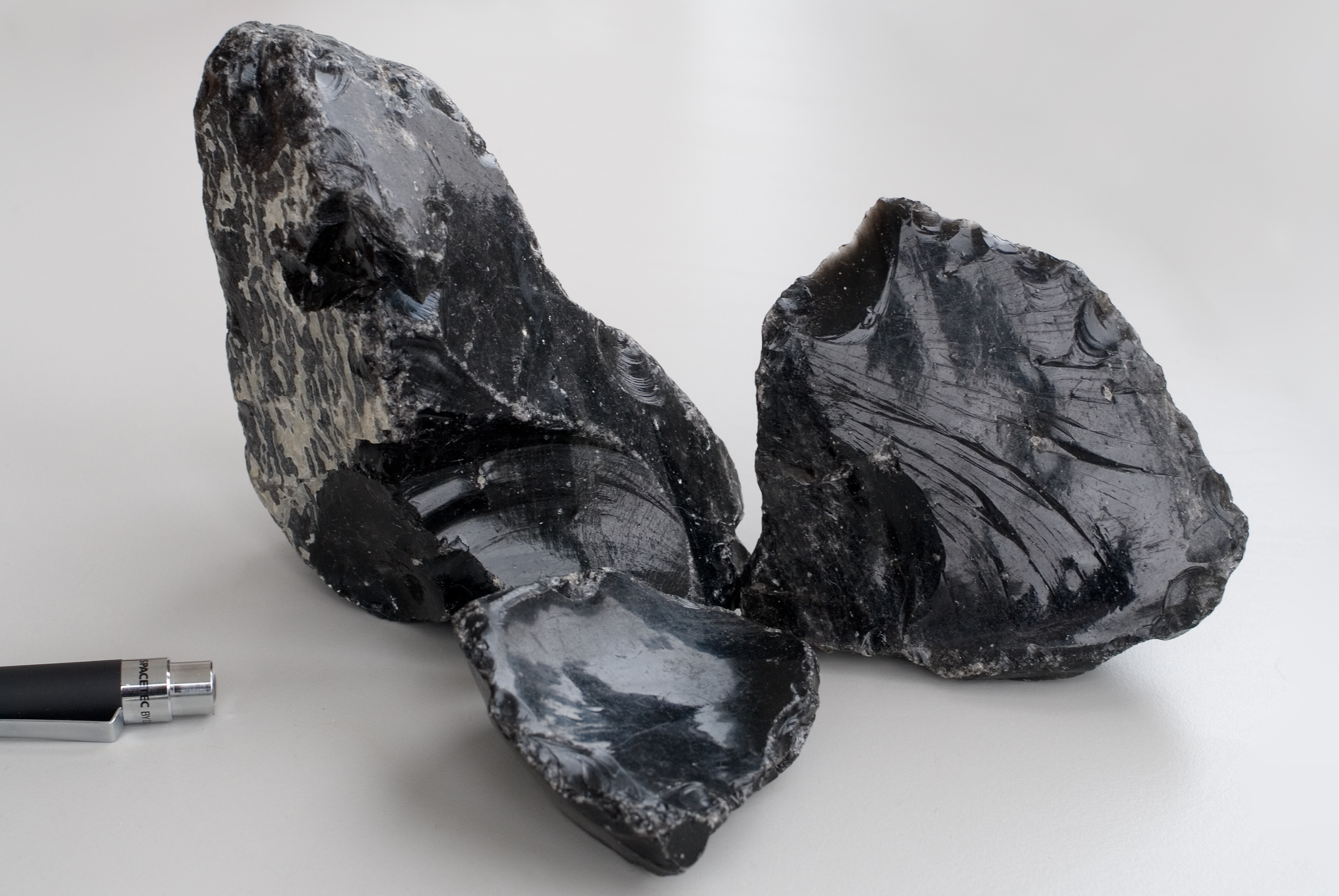
Handstücke von Obsidian mit typischem Muschelbruch und scharfen Kanten

Obsidian ist ein natürlich vorkommendes vulkanisches Gesteinsglas.

## Etymologie
Der Name leitet sich von dem Römer Obsius her, der in der Antike den ersten Obsidian von Äthiopien nach Rom gebracht haben soll.

## Entstehung
Obsidian entsteht bei rascher Abkühlung von Lava mit einem Massenanteil an Wasser von maximal 3–4 %. Die Abkühlungsraten sind dabei nach den äußeren Umständen so, dass die flüssige Lava in Monaten oder Tagen, in extremen Fällen sogar binnen Minuten fest wird. Bei höheren Gehalten an flüchtigen Stoffen (neben Wasser hauptsächlich CO2) würde sich – auch bei schneller Abkühlung – das Gestein zu Bimsstein aufblähen. Bei langsamer Abkühlung entsteht Pechstein. Die Bildung vulkanischer Gläser ist stark von der Zähflüssigkeit und deshalb vom Kieselsäuregehalt der Lava abhängig: je höher, desto zähflüssiger.
Wegen der raschen Abkühlung kommt es nicht zur Ausbildung regelmäßiger Kristallstrukturen. Das Material, aus dem der Obsidian besteht, hat damit ein chaotisches, amorphes Gefüge. Da die kristalline Struktur fehlt, ist Obsidian als Gesteinsglas per Definition eine unterkühlte Flüssigkeit.
Wie alle Gläser ist Obsidian metastabil und zeigt innerhalb geologischer Zeiträume die Tendenz zur Entglasung und Kristallisation. Auch auf diesem Weg ist die Bildung von Sphärolithen möglich, das sind mineralische Aggregate aus strahlenförmig angeordneten Kristallen (Augen- bzw. Schneeflocken-Obsidian). Ein aus Obsidian entstehendes Gestein ist Perlit, das im Baugewerbe eingesetzt wird. Vulkanische Gläser sind – mit Ausnahme des Pechsteins – aus dem Paläozoikum und Präkambrium unbekannt, da sie heute vollkommen devitrifiziert vorliegen.
Die meisten Obsidiane haben einen Kieselsäure-Gehalt von mindestens 70 % und werden zur Rhyolith-Familie gezählt – Rhyolithe sind die vulkanitischen Äquivalente der Granite. Seltener sind trachitische, andesitische und phonolithische Obsidiane mit geringeren Kieselsäure-Anteilen.

## Beschaffenheit
Die Farbe variiert stark abhängig von der Gegenwart verschiedener Verunreinigungen und deren Oxidationszuständen. Trotz der meist hohen Gehalte an Kieselsäure (zum Vergleich: Granite sind normalerweise helle Gesteine) ist Obsidian meist dunkelgrün bis schwarz gefärbt, gelegentlich auch braun und rötlich. Das kommt durch im Gestein feinst verteilte Hämatit- oder Magnetitminerale.
Je nach Vorkommen können jedoch in mehr oder minder großen Mengen Kristalle in die glasige (hyaline) Struktur eingebettet sein. Die oft ausgebildete Fließtextur äußert sich in einem schlierigen Bild (eutaxitisches Gefüge).
Die Härte beträgt 5,0 bis 5,5 auf der Mohs-Skala.

## Varietäten

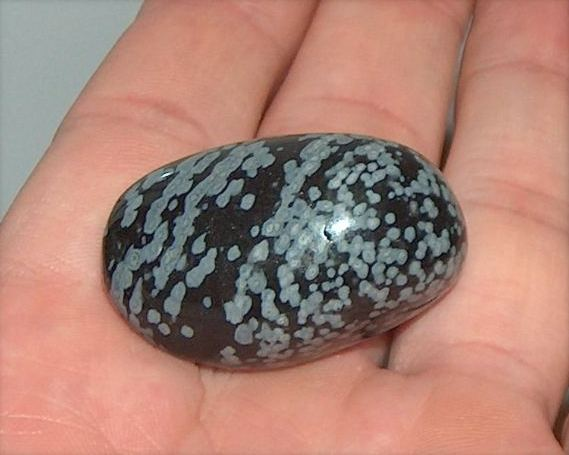
Schneeflockenobsidian geschliffen

Schneeflocken-Obsidiane enthalten Einschlüsse von radial gewachsenen, bis zu 1 cm großen Strukturen, sogenannten Sphärolithen. Diese Minerale, meist Feldspäte oder Cristobalit (eine Hochtemperatur-Modifikation von Quarz), wuchsen von einem Kristallisationskeim aus kugelförmig in die umgebende Schmelze, bis die Abkühlung diesen Prozess unterband.

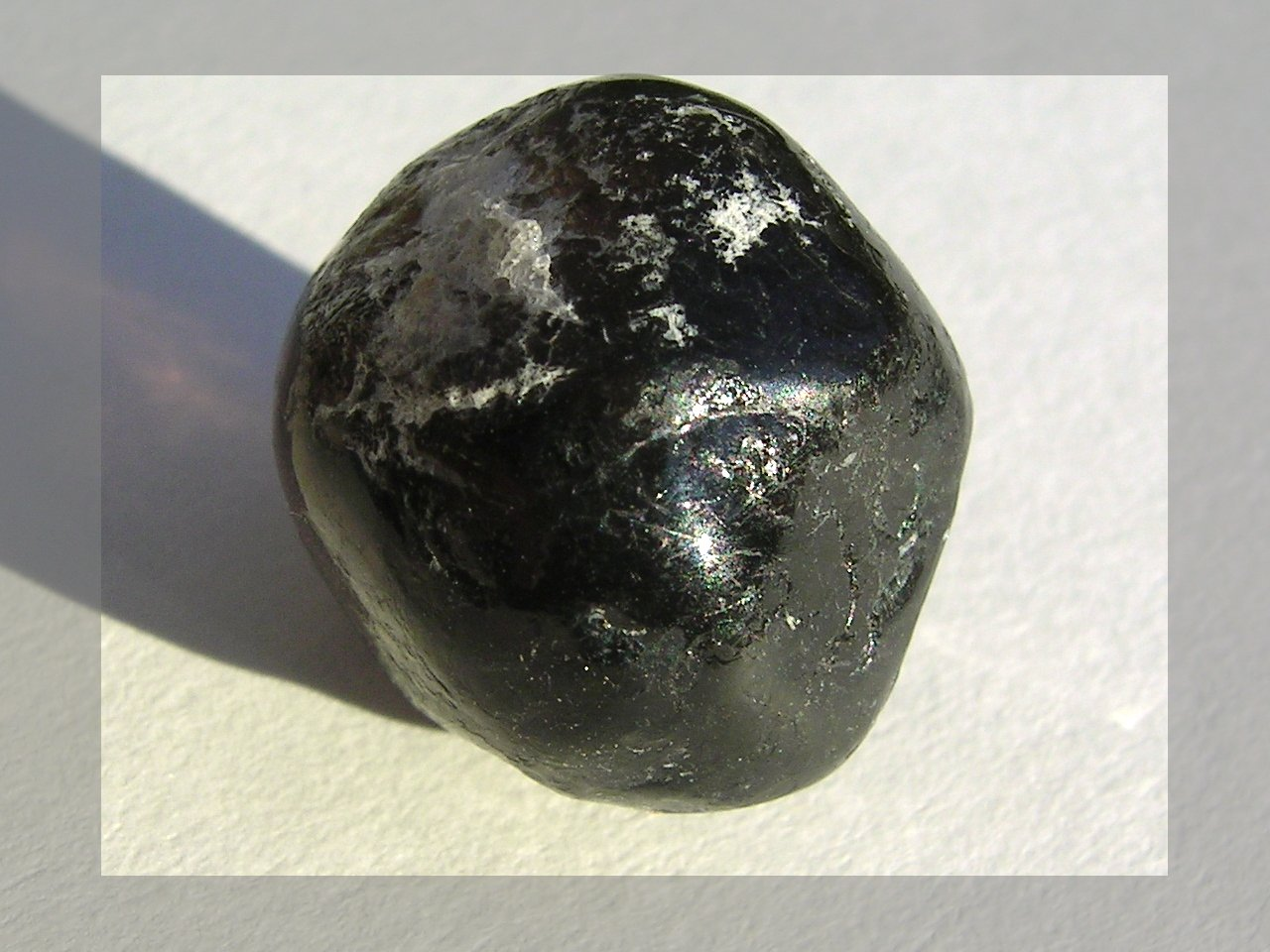
Apachenträne

Durch Erosion gerundete kleine Klumpen von Obsidian werden Apachentränen genannt (auch Rauchobsidian). Der Volksglaube überliefert, dass an der Fundstelle einer Apachenträne ein Indianer gestorben sei.

## Vorkommen

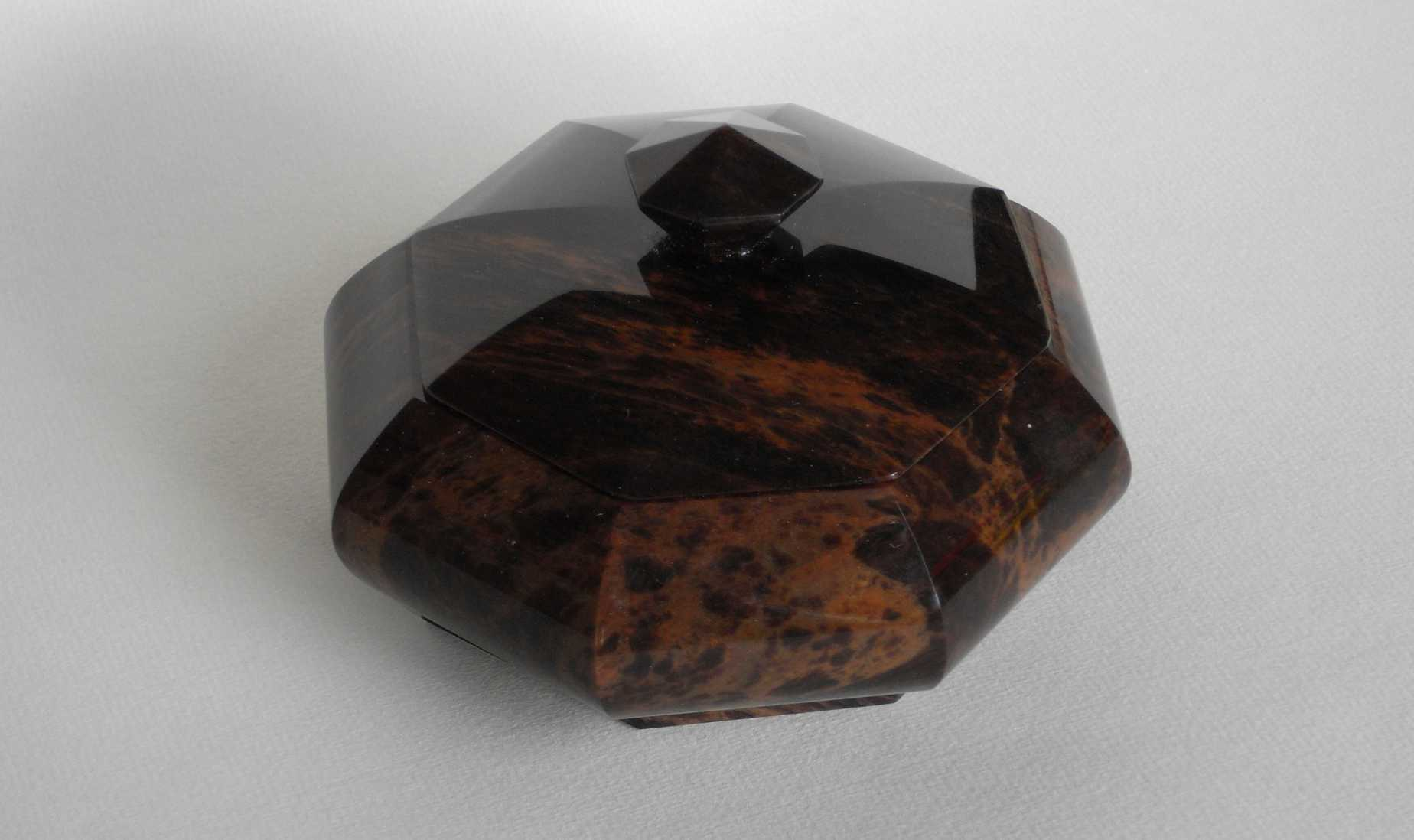
Dose aus armenischem Obsidian / Itkvajam-Lagerstätte

Weltweit sind bisher rund 60 Fundorte für Obsidian bekannt (Stand: 2019), so unter anderem
in Afrika:
- Kanarische Inseln: am Pico del Teide auf Teneriffa[4] sowie am Rand der Caldera de Taburiente und in den Bergen auf La Palma

in Vorderasien:
- Armenien: Aragazotn, Kotajk und Sewan[5] (nahe der gleichnamigen Stadt)
- Türkei: Kars (unter anderem nahe Sarıkamış)[6], Göllüdağ und Nenezi Dağ[7]

in Ostasien:
- China: Huangnishan Ton-Lagerstätte im Kreis Xuyi (Provinz Jiangsu) und Fuxin (Provinz Liaoning)
- Indonesien: Bali, Sulawesi

in Europa:
- Deutschland: verschiedene Steinbrüche bei Baden-Baden (Baden-Württemberg)
- Griechenland: die Inseln Nisyros und Milos in der südlichen Ägäis
- Island: die Obsidianklippe am Berg Hrafntinnuhryggur und das Naturreservat Hrafntinnusker–Reykjadalir im Bezirk Rangárvallasýsla
- Italien: Marrubiu und Skala Antruxioni, Pau in der Provinz Oristano (Sardinien); Inseln Lipari und Pantelleria (vor Sizilien); Steinbruch Cava Val di Serra (Gemeinde Ala, Trentino)
- Portugal: Furnas-See, Azoren
- Slowakei: Merník, Okres Vranov nad Topľou
- Ungarn: Tolcsva im Komitat Borsod-Abaúj-Zemplén

in Nordamerika:
- Kanada: Mount Edziza im Norden British Columbias, Obsidianhandel seit 8000 v. Chr.
- USA: Gebiet des Yellowstone-Nationalparks, Wyoming; Newberry Caldera und Glass Buttes, Oregon; Big Glass Mountain, Kalifornien;  Vulkan Hualālai, Hawaii
- Mexiko: Alamos im Bundesstaat Sonora

in Südamerika und Polynesien:
- Peru: Macusani Uran-Lagerstätte, Provinz Carabaya
- Chile: Maunga Orito auf der Osterinsel
- Neuseeland: Mount Tarawera und Mayor Island / Tūhua, Nordinsel

## Verwendung als Rohstoff

### In prähistorischer Zeit
In der Steinzeit wurde Obsidian wegen seines extrem scharfkantigen, muscheligen Bruchs und seines glasigen Gefüges ebenso wie Feuerstein als Material für Werkzeuge und Waffen geschätzt. Der früheste Langstreckentransport von Obsidian stammt aus der etwa 200.000 Jahre alten Sibilo School Road-Stätte aus dem Middle Stone Age, Baringo County, Kenia. Seine mediterranen Vorkommen sind bekannt und die Verbreitung des Obsidians kann über weite Distanzen (mehr als hundert Kilometer) nachgewiesen werden.

#### Europa

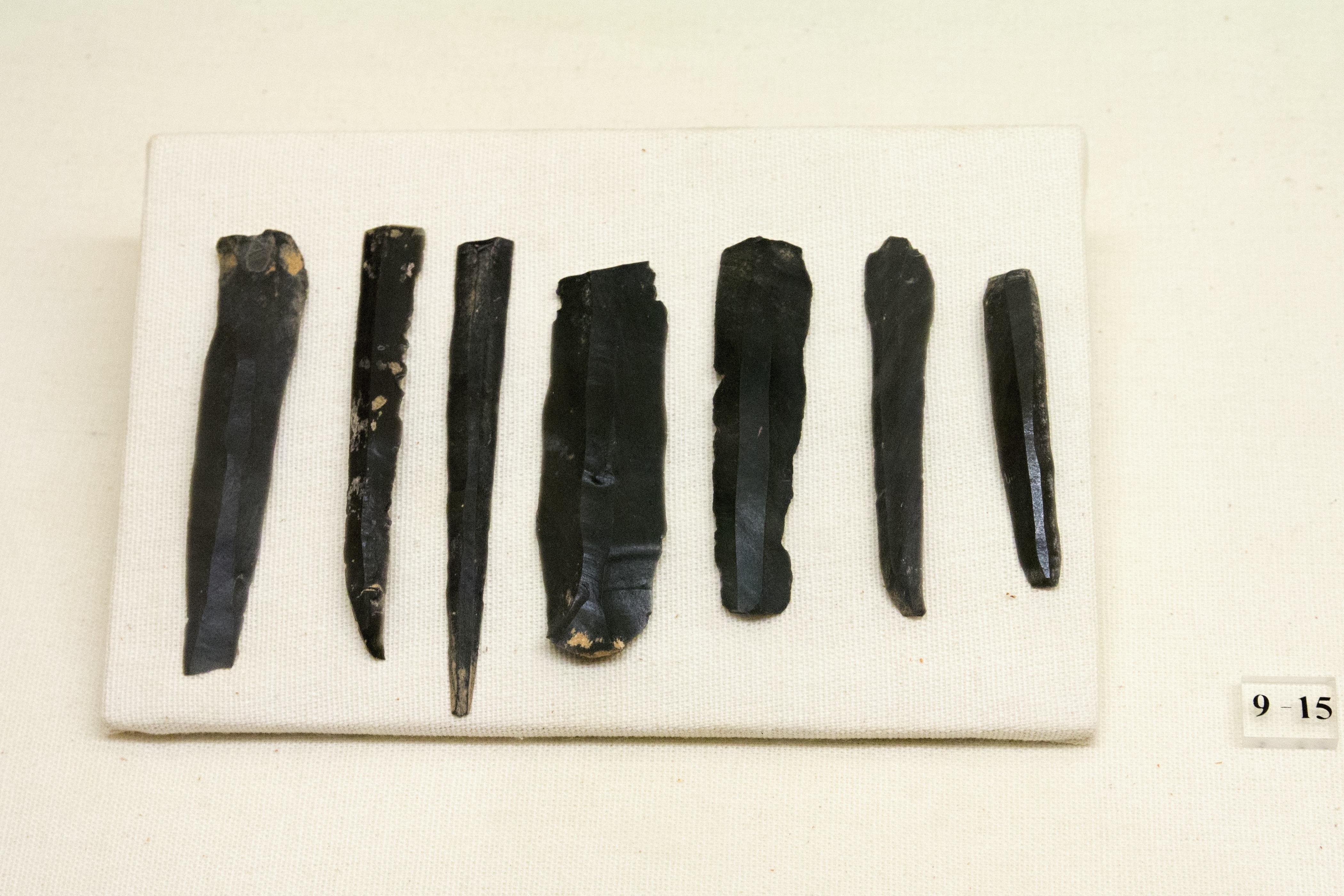
Obsidianklingen von den Kykladen, 2700–2300 v. Chr.

In Europa gibt es nur wenige Obsidianvorkommen. Das während der Steinzeit Südeuropas verwendete Hauptvorkommen stellen die Liparischen Inseln, aber auch Monte Arci, Palmarola und Pantelleria dar; sie wurden bereits vor dem 5. Jahrtausend v. Chr. dauerhaft besiedelt. Zehn weitere in der Steinzeit genutzte kleine Vorkommen lagen in den Karpaten Mittel- und Osteuropas.

#### Asien
In der hethitischen Großreichszeit wurden Gefäße aus Obsidian hergestellt. Im alten Rom wurde geschliffener und polierter Obsidian als Spiegel verwendet. Die Assyrer bezogen Obsidian (NA4ZÚ, ṣurru) unter anderem aus den Nairi-Ländern in der nordöstlichen Türkei. Unter Tiglat-pileser I. ist er als Tribut belegt.

#### Amerika
In der prähistorischen mexikanischen Stadt Teotihuacán wurde Obsidian zu Götterfiguren und anderen Skulpturen verarbeitet. Dabei wird der Stein sowohl in der schwarzen Form als auch als „Silberobsidian“ oder „Goldobsidian“ verwendet. Diese besondere Form des Obsidian wirkt im Schatten schwarz, während sie im Licht hell golden oder silbern glänzt. Bei der Bearbeitung ist der Stein matt und hellgrau. Erst durch die Politur entfaltet er seinen Glanz. Die Azteken sowie andere mesoamerikanische Völker haben Obsidian zur Herstellung von Speer- und Pfeilspitzen und vollständigen Schwertern, den sogenannten Maquahuitl, verwendet.

### Neuzeit
Mit der zunehmenden Verbreitung der Bronze ging die Verwendung von Obsidian in Europa und Asien zurück. Heute wird Obsidian vor allem zur Herstellung von Kunstgegenständen und als Schmuckstein genutzt, manchmal auch für Messerklingen. Vorschläge, medizinische Skalpelle daraus herzustellen, haben sich nicht durchgesetzt; es gibt keine für diesen Zweck zugelassenen Erzeugnisse.

## Datierung und Herkunft
Die Dicke der Hydratationsschicht an prähistorischen Artefakten wird zur Datierung herangezogen (englisch obsidian hydration dating, OHD). Da man die Herkunft des Obsidians anhand der Beimischung an Spurenelementen bzw. der Isotopenzusammensetzung (Neutronenaktivierungsanalyse) und des Alters (Spaltspurenanalyse) bestimmen kann, können Obsidianartefakte auch wichtige Auskünfte über prähistorischen Tausch oder Handel geben.

## Fälschungen und Verwechslungen
Da Obsidian als Schmuckstein in relativ großen Mengen vorkommt, sein Preis daher vergleichsweise niedrig ist, wird er nur selten gefälscht. Auch ist er leicht durch seinen typischen Glasglanz zu identifizieren. Schwarzer Obsidian kann allerdings mit schwarzem Schörl (Turmalingruppe) und Onyx (bzw. gefärbtem Achat) verwechselt werden, wenn er nicht durchsichtig ist. Alle anderen Obsidianvarianten sind aufgrund ihrer charakteristischen Muster und Farbenspiele unverwechselbar.
Obsidian kann leicht mit Impaktschmelzgesteinen verwechselt werden. Diese entstehen durch das Aufschmelzen und schnelle Abkühlen von Gestein infolge eines Meteoriteneinschlags. Pechstein ist dem Obsidian in Aussehen und Bildung sehr ähnlich.